# Гоци бенд
Гоци бенд је српски музички бенд, чији је оснивач и фронтмен Горан Ивановић Гоци. „Гоци бенд” је основан у Фочи. Наступа широм Републике Српске, Србије, Црне Горе а и шире. „Гоци бенд” је имао бројна успјешна гостовања по Аустралији, Њемачкој и Швајцарској.
Сарађивао је са многим познатим звијездама на разним гостовањима ширег спектра, свадбама, крштењима, разним весељима, али и у кафићима и дискотекама. Гоци бенд има широк репертоар како народне тако и забавне музике. Поред многобројних наступа пјевају и на свадбама и вашарима, а појавили су се и у филму Јужни ветар.
Издали су много пјесама од којих су најпознатије: „Вози ме на Пале”, „Свира фрула, свира виолина”, "Вакцина" и "Вакцина 2".